# Thudiyalur
Thudiyalur là một thị xã panchayat của quận Coimbatore thuộc bang Tamil Nadu, Ấn Độ.

## Nhân khẩu
Theo điều tra dân số năm 2001 của Ấn Độ, Thudiyalur có dân số 20.897 người. Phái nam chiếm 51% tổng số dân và phái nữ chiếm 49%. Thudiyalur có tỷ lệ 75% biết đọc biết viết, cao hơn tỷ lệ trung bình toàn quốc là 59,5%: tỷ lệ cho phái nam là 82%, và tỷ lệ cho phái nữ là 69%. Tại Thudiyalur, 10% dân số nhỏ hơn 6 tuổi.